# Grindavíkurvöllur
Il Grindavíkurvöllur è un impianto sportivo di Grindavík, in Islanda. È principalmente usato per gli incontri di calcio ed è utilizzato dalle squadre del Grindavík, maschili e femminili.
L'impianto ha una capacità di 1 750 posti di cui 1 450 a sedere in tribuna coperta.
Il campo di dimensioni 105 x 72 è stato realizzato a lato del vecchio impianto sportivo nel giugno 2001 su un'area di 42 400 metri quadri utilizzando solo erba naturale. Il vecchio impianto di dimensioni 100 x 100 è ora utilizzato come campo d'allenamento.
Il campo di allenamento coperto è stato realizzato nel 2008 ed ultimato il 28 marzo 2009. La struttura esterna è in acciaio e all'interno è stato realizzato un campo in erba artificiale di dimensioni 70 x 50.